# 이승우 (법조인)
이승우(李升雨, 일본식 이름: 梧村升雨고무라 쇼우, 1889년 8월 ~ 1955년 8월 27일)는 조선총독부 중추원 참의를 지낸 일제강점기의 변호사이다.

## 생애
충청북도 진천군에서 태어나 일본에 유학한 뒤 주오 대학 법과를 졸업했다. 1919년 3·1 운동 직후에 변호사로 등록했다. 1925년 조선박람회 평의원으로 취임하고 1926년 다이쇼 천황이 사망했을 때 일본 정부로부터 대례기념장을 받았다.
이 무렵에는 조선인 변호사인 이인, 김병로, 허헌 등이 민족운동 선상에 있는 재야 법조인으로 불렸는데, 이승우는 이들과는 반대로 조선총독부 주도의 관제 활동에 적극 나섰다. 1936년 중추원 참의에 임명되었고, 치안유지법에 따라 사상범을 감시, 통제하고 전향을 권유해 회유하는 직책인 보호관찰심사위원을 지냈다.
1937년 중일 전쟁이 발발한 후에는 재야 법조계의 실력자로서 전쟁 지원을 주도하여 다양한 친일 행적을 남겼다. 대표적인 것이 전쟁 발발 직후 국방헌금 모금 등을 위해 경성군사후원연맹이라는 단체를 조직한 것이다. 당시 이승우는 경성 제1변호사회 상임위원 겸 조선변호사회 이사였다. 개인적으로 상당액의 국방헌금을 헌납하고 애국공채 발기인이 되어 전쟁 자금을 모으기 위해 많은 노력을 기울였다. 중국 전선에 직접 파견나가 일본군을 위로하고 위문 체험을 공개적으로 발표하기도 했다.
1938년 국가 총동원법이 제정되어 전시 체제가 본격화되었다. 이승우는 총독부 산하 시국대책조사위원회에 위원으로 참석하여, 신사참배 강요 정책에 따라 전국적인 신사참배 실시를 위해 면단위까지 신사를 증설하고 흰 옷을 입는 풍속을 개량해야 한다는 주장을 했다. 지원병제가 실시되자 시국대응전선사상보국연맹 경성지부장으로서 지원병제 실시 축하대회를 개최하고 지원병으로 참전할 것을 독려했다.
1940년에는 국민총력조선연맹이라는 단체를 결성했다. 이승우는 창씨개명에 앞장서 모범을 보였고, 일본식 의식주를 갖추고 일본어로 대화하며 일상 생활에서까지 내선일체 실현을 위해 노력했다는 이야기도 있다. 1945년 광복 직전 결성된 박춘금의 대의당, 관제 언론인 단체인 조선언론보국회에서도 간부를 지냈다.
광복 후에는 사회 활동을 하지 못하고 은거했으며, 반민족행위처벌법에 의해 반민 혐의자들이 체포될 때 박흥식, 이종형, 최린에 이어 이풍한과 함께 네 번째로 검거될 만큼 거물급 친일파 인물로 알려져 있었다. 반민특위에서는 일제의 지배가 영원히 지속될 것으로 알고 조선민족을 위한 차선의 길을 택했다고 증언했다.
2002년 발표된 친일파 708인 명단과 2008년 공개된 민족문제연구소의 친일인명사전 수록예정자 명단에 모두 포함되었으며 2009년 친일반민족행위진상규명위원회가 발표한 친일반민족행위 705인 명단에도 포함되었다.

## 같이 보기
- 조선총독부 중추원
- 국민총력조선연맹

## 참고 자료
- 반민족문제연구소 (1994년 3월 1일). 〈이승우 : 민족운동가 감시에 앞장 선 친일 법조인 (한상범)〉. 《친일파 99인  (2)》. 서울: 돌베개. ISBN 89-7199-012-0.